# ARTS ISOZAKI
ARTS ISOZAKI（アーツイソザキ）は、茨城県水戸市にある現代美術を取り扱うギャラリー。

## 概要
2018年9月16日に水戸市三の丸の国道50号沿いのビルの1Fに、国内外の現代美術を中心に取り扱うコマーシャルギャラリーとしてオープン。水戸駅周辺の廃ビルをリノベーションしたユニークなスペースであり、代表兼ディレクターを務めるのは、十和田市現代美術館のディレクションや数々の国際展、アートプロジェクトに関わってきた磯崎寛也。
ギャラリーのオープニングは、水戸市出身の雨宮庸介による展覧会「あ、あな、あなた / A Hole, and You」。このオープニング展でシャッターに開けられた大きな穴は、現在もギャラリーのエントランスとなっている。
水戸市出身のアーティストや、水戸市近郊を活動拠点にしているアーティストに特化した独自の企画展の他にも、業務提携しているSnow Contemporary（スノーコンテンポラリー）のセカンダリギャラリーとしての企画や展示も行っている。

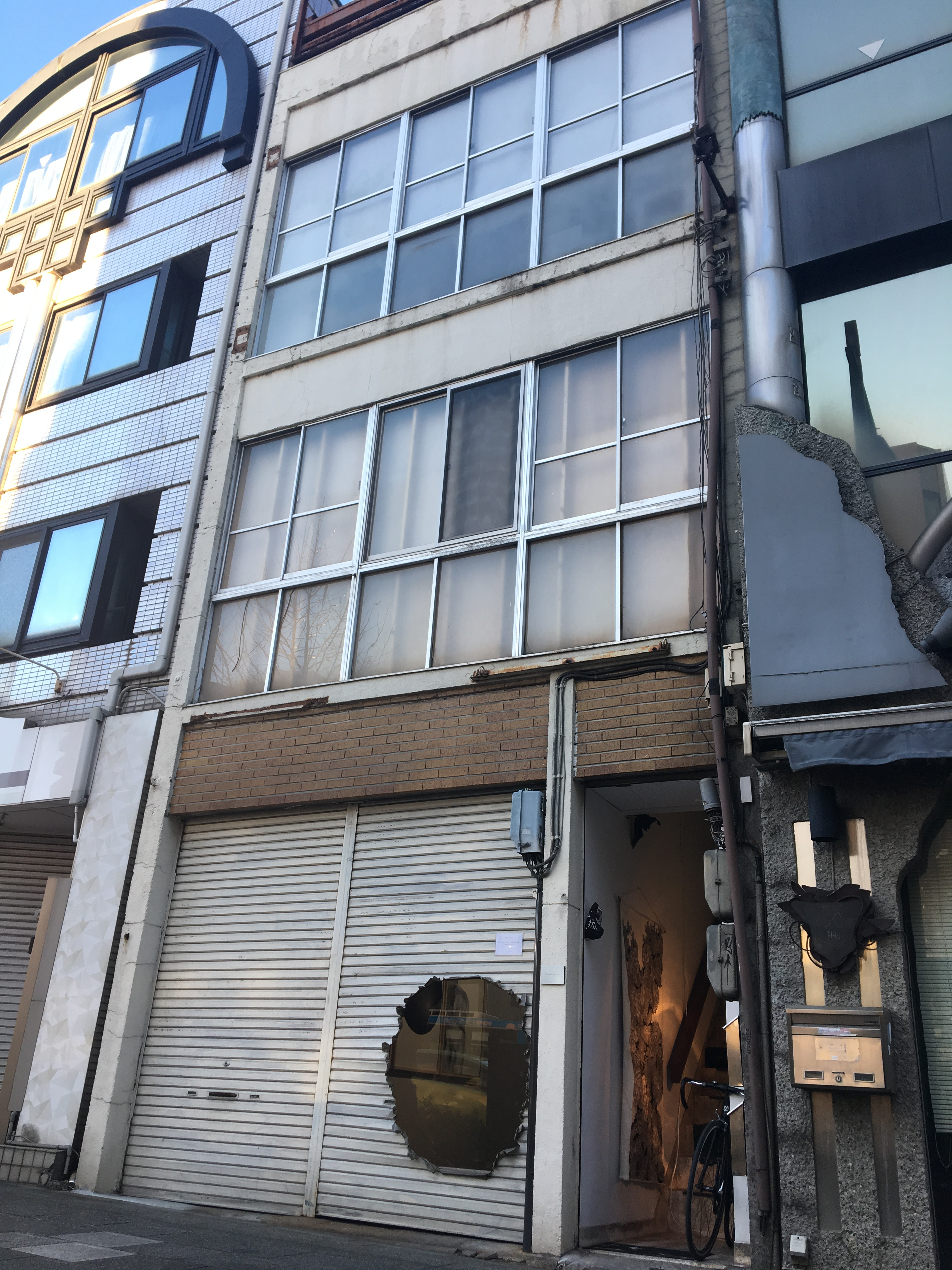
ARTS ISOZAKI 外観

## 過去の展覧会
雨宮庸介「あ、あな、あなた」/ Yosuke Amemiya "A Hole, and You"　2018
HITOTZUKI 「LUCK」 2019
伊藤公象 「土のひだ」/ Kosho Ito "Folds of Soil" 2019
ヒシャム・アキラ・バルーチャ Hisham Akira Bharoocha "Infinity L∞p" 2019
竹内公太「盲目の爆弾＋」/ Kota Takeuchi "Blind Bomb+" 2019

## その他のプロジェクト

### MITO MURAL PROJECT / 水戸駅前壁画プロジェクト
2019年5月にHITOTZUKI（ヒトツキ）がARTS ISOZAKIでの個展にあわせて、水戸駅前の商業ビル（旧LIVIN水戸店）の跡地に10×50mの巨大なストリートアートを制作した。作品のタイトルである"LUCK（ラック）"は、水戸黄門として知られる水戸光圀の「苦（ク）は楽（ラク）の種、楽は苦の種と知るべし。」という言葉から着想されている。作品の完成後、ARTS ISOZAKIでHITOTZUKIによる展覧会「LUCK」が開催され、ギャラリー内展示と屋外のストリートアートが同時期に披露された。
ストリートアーティストであるKAMI（カミ）とSASU（サス）によるアートユニットとして国内外で活動しているHITOTZUKIは、2005年に水戸芸術館現代美術センターで開催された国内初のグラフィティを取り上げた企画展「X-COLOR / グラフィティ in Japan」の参加アーティストだった。
水戸市出身の堀義人を中心とする地方創生プロジェクトとしてスタートした「水戸ど真ん中再生プロジェクト（通称：M-PRO）」の第7弾プロジェクト「M-ART」として制作された。水戸市政施行130周年、水戸芸術館開館30周年を記念した民間のアートプロジェクトとして、クラウドファンディングによって日本全国の184名の支援者から目標額を越える3,790,000円をの支援金を集めた。
5月17日に開催されたミューラル（壁画）の完成を記念したパーティーでは、茨城県知事大井川和彦らが出席し祝辞を送ったほか、「X-COLOR / グラフィティ in Japan」のキュレーターである窪田研二（インディペンデントキュレーター、元水戸芸術館現代美術センター学芸員）、水戸市出身のHIPHOPグループLUNCH TIME SPEAX（ランチ・タイム・スピークス）のMCだったGOCCI（ゴッチ）、HITOTZUKIによるトークショーや、地元DJやGOCCIによる音楽ライブなどのイベントが開催され大いに賑わった。
このHITOTZUKIによるストリートアートは再開発予定地に描かれているため、2020年以降の再開発事業の着工と共に取り壊される予定である。

## 参照
2018.8.21 Web版「美術手帖」水戸に新たなアートスペース「ARTS ISOZAKI」が誕生。こけら落としは雨宮庸介展
2019 Web版「美術手帖」EXBITIONS HITOTZUKI個展「LUCK」